# Robert Everett Stevenson
Robert Everett Stevenson (ur. 15 stycznia 1921 w Fullerton, stan Kalifornia, zm. 12 sierpnia 2001 w Princeville, stan Hawaje) – amerykański oceanograf, jeden z kandydatów na astronautę.
W czasie II wojny światowej służył w United States Army Air Corps. Był nawigatorem na bombowcach B-17, brał udział w 29 misjach nad Europą. W trakcie wojny koreańskiej służył na Alasce jako dowódca eskadry zwiadu lotniczego.
W 1954 roku uzyskał stopień doktora w dziedzinie oceanografii na University of Southern California.
W latach 1970–1988 pracował w Scripps Institution of Oceanography w La Jolla w Kalifornii.

## Kariera astronauty
Od czasu Programu Gemini w latach 60. Stevenson przez wiele lat służył astronautom NASA jako konsultant w dziedzinie oceanografii.
Miał uczestniczyć w locie STS-41-G wahadłowca Challenger, jednak z powodu ciężkiej choroby żony odmówił i jego miejsce zajął Paul Scully-Power. Kolejny raz miał uczestniczyć w misji STS-61-K promu Columbia planowanej na lipiec 1986, przełożonej następnie na styczeń 1987 roku. Po katastrofie Challengera misję przełożono na marzec 1987 roku, a następnie anulowano.
Według NASA, gdyby poleciał w kosmos byłby najstarszym wówczas człowiekiem w kosmosie. Jednocześnie ze statystycznego punktu widzenia byłby najwcześniej urodzonym człowiekiem, który poleciał w kosmos – wyprzedziłby Johna Glenna i Gieorgija Bieregowoja.
Od 1988 roku był na emeryturze. Zmarł na skutek choroby nowotworowej.